# 淺利義遠 (漫畫家)
浅利 義遠（1962年11月20日—），日本漫畫家。北海道美唄市出身。除了繪畫漫畫外，他同時也進行業餘火箭研究工作，並組成了夏天火箭團，與野田篤司，堀江貴文，笹本祐一等人一同研究及製作液態燃料火箭引擎和火箭。夏天火箭團的名稱源自同名小說，亦為淺利義遠改編版的漫畫名稱。

## 作品
- 惡魔管家、全十冊、原名
- 荒野機械少女、全4冊、原名《荒野の蒸気娘（日语：荒野の蒸気娘）》
- 漫畫科學、全9冊、原名《まんがサイエンス（日语：まんがサイエンス）》
- 哇哈超人、全11冊、原名《ワッハマン（日语：ワッハマン）》
- 少女偵探金田壹之事件簿、全1冊、原名《少女探偵 金田はじめの事件簿（日语：少女探偵 金田はじめの事件簿）》
- 超自然理論實驗室、全2冊
- 宇宙家族卡賓遜、原名《宇宙家族カールビンソン（日语：宇宙家族カールビンソン）》

## 外部連結
- http://www2s.biglobe.ne.jp/~taka-/ （页面存档备份，存于）（日語）